# Баркер, Лекс
Александр Кричлоу Баркер младший (англ. Alexander Crichlow Barker Jr., 8 мая 1919 — 11 мая 1973) — американский киноактер, прославившийся как один из исполнителей роли Тарзана в пяти американских фильмах 1949—1953 годов.

## Ранние годы
Александр Кричлоу Баркер младший родился 8 мая 1919 года в пригороде Нью-Йорка в состоятельной семье. Среди прямых предков актёра — Роджер Уильямс, основатель города Провиденс и губернатор Барбадоса Уильям Генри Кричлоу. Лекс был вторым ребёнком в семье Александра Кричлоу Баркера старшего, домовладельца канадского происхождения, и его жены Марион Торнтон Билс. Первым ребёнком была старшая сестра Лекса — Фредерика Амелия (1917—1980).
Лекс Баркер вырос в Нью-Йорке и в Порчестери (штат Нью-Йорк), учился в школе «Fessenden» и окончил Академию «Phillips Exeter», где состоялся его актёрский дебют в школьных спектаклях. Затем он поступил в Принстонский университет, но бросил его, поняв, что делом его жизни является работа в театре. Родители отказали юноше в поддержке и ему пришлось самостоятельно оплачивать курсы актёрского мастерства, одновременно работая на сталелитейном заводе.

## Карьера
В 1938 году Лекс Баркер появился в небольшой роли в бродвейской постановке Шекспира «Виндзорские насмешницы». Затем сыграл небольшую роль в провальной постановке Орсона Уэллса «Пять королей».
В феврале 1941 года, за 10 месяцев до нападения на Перл-Харбор, Баркер записался в ряды армии США простым солдатом. В годы войны вырос до звания майора, став одним из самых молодых майоров американской армии. Во время боёв на Сицилии был ранен в ногу и в голову.
Вернувшись в США, Баркер восстанавливал здоровье в военном госпитале Арканзаса, а после демобилизации отправился в Лос-Анджелес. Вскоре он получил небольшую роль в своём первом фильме «Лицо куклы» (1945). За ней последовала череда эпизодических ролей, самая яркая из которых — роль Эммета Далтона в фильме «Возвращение мошенника» (1948).
В фильме «Волшебный фонтан Тарзана» (1949) Лекс Баркер стал исполнителем роли Тарзана, заменив Джонни Вайсмюллера, который играл его последние 16 лет. Баркеру помогла его внешность — белокурого красивого интеллигентного высокого атлета. Актёр снялся в пяти фильмах про Тарзана. Положение Лекса Баркера как звезды после Тарзана позволило ему сыграть разнообразные героические роли в других фильмах, главным образом в вестернах. Заметным были также его роли золотоискателя в «Жёлтой горе» (1954) и детектива в фильме «Человек из Биттер-Ридж» (1955).
В 1957 году, когда ему стало труднее находить работу в США, Баркер переехал в Европу (он разговаривал на французском, итальянском, испанском и немного на немецком языках). Здесь он сыграл главные роли в более чем 40 европейских фильмах, включая две ленты по романам итальянского писателя Эмилио Сальгари (1862—1911). В Италии он снялся и в краткой, но убедительной роли жениха героини Аниты Экберг в фильме Федерико Феллини «Сладкая жизнь» (1960). Наибольшего успеха Баркер достиг в Германии. Здесь он появился в главных ролях в двух фильмах, основанных на сюжетах «Доктор Мабузе» Фрица Ланга — «Возвращение доктора Мабузе» (1961) и «Невидимый доктор Мабузе» (1962), и в тринадцати фильмах, снятых по романам немецкого писателя Карла Мая (1842—1912)
В 1966 году Баркеру была присуждена премия «Бэмби» как лучшему иностранному актёру в Германии. В 1965 году она записал два сингла с композитором Мартином Бетчером, автором саундтреков к фильмам по произведениям Карла Мая. В США Баркер возвращался лишь изредка, чтобы появиться в нескольких эпизодах американских телевизионных сериалов, а Европа, особенно Германия, оставалась его профессиональным домом всю оставшуюся его жизнь.
В 1970-е годы Лекс Баркер поселился в своём доме в Испании на Коста-Браве и снимался очень редко. Немецкий фильм «Когда ты со мной» (1970) стал последним художественным фильмом, где снялся Лекс Баркер. В 1973 году карьеру Лекса стала налаживаться, он начал сниматься в главной роли в телевизионном сериале, а в планах были две новые ленты, когда у актера отказало сердце.

## Личная жизнь
В 1942—1950 годах Баркер был женат на Констанции Роудес Турлоу. Она была дочерью вице-президента металлургической компании. У пары в 1943 году родилась дочь Линн Турлоу Баркер, а в 1947 году — сын Александр «Зан» Кричлоу Баркер III.
Второй женой актёра стала актриса Арлин Дал. Их брак продлился с 1951 по 1952 годы.
В 1953—1957 годах его женой была Лана Тёрнер. В книге её дочери Черил Крейн рассказывается, что Тёрнер однажды ночью выгнала Баркера из дома под дулом пистолета за то, что он якобы добивался Черил, которой было в ту пору 13 лет. Развод был немедленным, хотя никаких официальных обвинений против Баркера предъявлено не было.
В 1957—1962 годах был женат на Айрин Лабхардт. В 1960 году у них родился сын Кристофер, который стал актёром и певцом. В 1962 году Айрин умерла от лейкемии.
Пятой женой Баркера была Кармен Сервера. Они прожили вместе с 1965 по 1972 год, официально их развод не был оформлен.

### Смерть
Лекс Баркер скончался 11 мая 1973 года через три дня после своего 54-го дня рождения от сердечного приступа, когда шёл в Нью-Йорке на встречу со своей новой невестой актрисой Карен Кондазян. Похороны Баркера прошли в Нью-Йорке, после чего он был кремирован, а прах последняя его жена увезла с собой в Испанию.

## Фильмография
| Год       |   | Русское название                        | Оригинальное название                     | Роль                                   |
| --------- | - | --------------------------------------- | ----------------------------------------- | -------------------------------------- |
| 1945      | ф | Куколка                                 | Doll Face                                 | Джек                                   |
| 1946      | ф | Ты любишь меня?                         | Do You Love Me                            | гость на вечеринке                     |
| 1946      | ф | Два парня из Милуоки                    | Two Guys from Milwaukee                   | Фред                                   |
| 1946      | ф | Плащ и кинжал                           | Cloak and Dagger                          | человек, спасённый в конце             |
| 1947      | ф | Дочь фермера                            | The Farmer’s Daughter                     | Олаф                                   |
| 1947      | ф | Перекрёстный огонь                      | Crossfire                                 | Гарри                                  |
| 1947      | ф | На краю тонто                           | Under the Tonto Rim                       | помощник шерифа Джо                    |
| 1947      | ф | Непобеждённый                           | Unconquered                               | американский офицер                    |
| 1947      | ф | Дик Трейси: Встреча с Ужасным           | Dick Tracy Meets Gruesome                 | больничный водитель                    |
| 1948      | ф | Мистер Блэндингз строит дом своей мечты | Mr. Blandings Builds His Dream House      | Карпентер Форман                       |
| 1948      | ф | Прикосновение бархата                   | The Velvet Touch                          | Пол Бентон                             |
| 1948      | ф | —                                       | Return of the Bad Men                     | Эммет Далтон                           |
| 1949      | ф | Волшебный фонтан Тарзана                | Tarzan’s Magic Fountain                   | Тарзан                                 |
| 1950      | ф | Тарзан и рабыня                         | Tarzan and the Slave Girl                 | Тарзан                                 |
| 1951      | ф | Тарзан в опасности                      | Tarzan’s Peril                            | Тарзан                                 |
| 1952      | ф | Дикая ярость Тарзана                    | Tarzan’s Savage Fury                      | Тарзан                                 |
| 1952      | с | Сказки завтрашнего дня                  | Tales of Tomorrow                         | Курт                                   |
| 1952      | ф | Битвы вождя Понтиака                    | Battles of Chief Pontiac                  | лейтенант Кент Макинтайр               |
| 1953      | ф | Тарзан и дьяволица                      | Tarzan and the She-Devil                  | Тарзан                                 |
| 1953      | ф | Гром над равнинами                      | Thunder Over the Plains                   | капитан Билл Ходжес                    |
| 1954      | ф | Тайна тёмных джунглей                   | I misteri della giungla nera              | Тремал-Наик                            |
| 1954      | ф | Месть тугов                             | La vendetta dei Tughs                     | Тремал-Наик                            |
| 1954      | ф | Жёлтая гора                             | The Yellow Mountain                       | Энди Мартин                            |
| 1955      | ф | Человек из Биттер-Ридж                  | The Man from Bitter Ridge                 | Джефф Карр                             |
| 1955      | ф | Дуэль на Миссисипи                      | Duel on the Mississippi                   | Андре Тулане                           |
| 1956      | с | Люкс-видео театр                        | Lux Video Theatre                         | Стивен Декстер                         |
| 1956      | ф | Цена страха                             | The Price of Fear                         | Дейв Барретт                           |
| 1956      | ф | Очистить территорию                     | Away All Boats                            | коммандер Куигли                       |
| 1956—1957 | с | Студия 57                               | Studio 57                                 | Брэд / Робин Ридур                     |
| 1957      | ф | Военные барабаны                        | War Drums                                 | Мангас Колорадас                       |
| 1957      | ф | Девушка в Кремле                        | The Girl in the Kremlin                   | Стив Андерсон                          |
| 1957      | ф | Жара в джунглях                         | Jungle Heat                               | доктор Джим Рансом                     |
| 1957      | ф | Девушка в чёрных чулках                 | The Girl in Black Stockings               | Дэвид Хьюсон                           |
| 1957      | ф | Зверобой                                | The Deerslayer                            | Зверобой                               |
| 1958      | ф | Странное пробуждение                    | The Strange Awakening                     | Питер Ченс                             |
| 1958      | ф | Капитан Пожар                           | Capitan Fuoco                             | Пьетро                                 |
| 1959      | ф | Сын красного пирата                     | Il figlio del corsaro rosso               | граф Энрико де Вентимилья              |
| 1959      | ф | Сабля сарацина                          | La scimitarra del saraceno                | Дракон Дракут                          |
| 1959      | ф | —                                       | Mission in Morocco                        | Брюс Рейнольдс                         |
| 1960      | ф | Ужас красной маски                      | Il terrore della maschera rossa           | Марко                                  |
| 1960      | ф | Сладкая жизнь                           | La dolce vita                             | Роберт                                 |
| 1960      | с | Рассказы о викингах                     | Tales of the Vikings                      | Кёниг Гордар                           |
| 1960      | ф | Рыцарь с сотней лиц                     | Il cavaliere dai cento volti              | Риккардо Д’Арсе                        |
| 1960      | ф | Пираты побережья                        | I pirati della costa                      | Луис Монтеррей                         |
| 1960      | ф | Робин Гуд и пираты                      | Robin Hood e i pirati                     | Робин Гуд                              |
| 1961      | ф | Тайна Черного Ястреба                   | Il segreto dello sparviero nero           | капитан дон Карлос де Эрерра           |
| 1961      | ф | Тайна людей в синем                     | El secreto de los hombres azules          | Фред                                   |
| 1961      | ф | Возвращение доктора Мабузе              | Im Stahlnetz des Dr. Mabuse               | Джо Комо                               |
| 1962      | ф | Невидимый доктор Мабузе                 | Die unsichtbaren Krallen des Dr. Mabuse   | Джо Комо                               |
| 1962      | ф | —                                       | Frauenarzt Dr. Sibelius                   | доктор Джордж Сибелиус                 |
| 1962      | ф | Сокровище Серебряного озера             | Der Schatz im Silbersee                   | Олд Шаттерхенд                         |
| 1963      | ф | Завтрак в двуспальной кровати           | Frühstück im Doppelbett                   | Виктор Аристронг                       |
| 1963      | ф | Ураган на Цейлоне                       | Das Todesauge von Ceylon                  | Ларри Стоун                            |
| 1963      | ф | Венецианский палач                      | Il boia di Venezia                        | Сандриго Бембо                         |
| 1963      | ф | Кали-Юг, богиня мести                   | Kali Yug, la dea della vendetta           | майор Форд                             |
| 1963      | ф | Тайна индийского храма                  | Il mistero del tempio indiano             | майор Форд                             |
| 1963      | ф | Виннету                                 | Winnetou - 1. Teil                        | Олд Шаттерхенд                         |
| 1964      | ф | Виннету — вождь апачей                  | Old Shatterhand                           | Олд Шаттерхенд                         |
| 1964      | ф | Пятая жертва                            | Victim Five                               | Стив Мартин                            |
| 1964      | ф | Жёлтый дьявол                           | Der Schut                                 | Кара Бен Немзи                         |
| 1964      | ф | Виннету — сын Инчу-Чуна                 | Winnetou - 2. Teil                        | Олд Шаттерхенд                         |
| 1965      | ф | Сокровище ацтеков                       | Der Schatz der Azteken                    | доктор Карл Штернау                    |
| 1965      | ф | Пирамида сынов Солнца                   | Die Pyramide des Sonnengottes             | доктор Карл Штернау                    |
| 1965      | ф | 24 часа для убийства                    | 24 Hours to Kill                          | Джейми Фолкнер                         |
| 1965      | ф | Ад в Манитобе                           | Die Hölle von Manitoba                    | Клинт Бреннер                          |
| 1965      | ф | Дикие народы Курдистана                 | Durchs wilde Kurdistan                    | Кара Бен Немзи                         |
| 1965      | ф | Виннету 3                               | Winnetou - 3. Teil                        | Олд Шаттерхенд                         |
| 1965      | ф | Гнев сабель                             | Im Reich des silbernen Löwen              | Кара Бен Немзи                         |
| 1966      | ф | Кто убил Джонни Р.?                     | Wer kennt Johnny R.?                      | Сэм Доби / Джонни Ринго                |
| 1966      | ф | Карнавал бандитов                       | Gern hab’ ich die Frauen gekillt          | Гленн Кэссиди                          |
| 1966      | ф | Виннету и полукровка Апаначи            | Winnetou und das Halbblut Apanatschi      | Олд Шаттерхенд                         |
| 1967      | ф | Семь раз женщина                        | Sette volte donna                         | Рик                                    |
| 1967      | ф | —                                       | Mister Dynamit – Morgen küßt euch der Tod | Боб Урбан / мистер Динамит             |
| 1967      | ф | Змеиная яма и маятник                   | Die Schlangengrube und das Pendel         | Роже Монт-Элиз / Роджер фон Мариенбург |
| 1968      | ф | Виннету в долине смерти                 | Winnetou und Shatterhand im Tal der Toten | Олд Шаттерхенд                         |
| 1969      | с | Требуется вор                           | It Takes a Thief                          | Курт «Мэтт» Мэтсон                     |
| 1970      | ф | Аум                                     | Aoom                                      | Ристол                                 |
| 1970      | ф | —                                       | Wenn du bei mir bist                      | капитан Ханс Шнайдер                   |
| 1971      | с | Суть дела                               | The Name of the Game                      | Уилл Шайенн                            |
| 1971      | с | ФБР                                     | The F.B.I.                                | Оуэн Стюарт                            |
| 1972      | с | Ночная галерея                          | Night Gallery                             | Чарли Маккинли                         |

## Ссылка
- lex-barker.eu — официальный сайт Лекс Баркер